# Ahvenissaari
Ahvenissaari är ett litet näs i Ahveninensjö i Finland.   Den ligger i Laukas kommun i den ekonomiska regionen  Jyväskylä och landskapet Mellersta Finland, i den centrala delen av landet, 260 km norr om huvudstaden Helsingfors.